# عباس أباد (بزنجان)
عباس أباد (بالفارسية: عباس‌آباد) هي قرية تقع في إيران في قسم بزنجان الريفي.